# El Capitán (serie de televisión)
El Capitán (titulada originalmente como El Capitán Camacho) es una serie de televisión mexicana de género biográfica-dramática que fue producida por Estudios TeleMéxico y se basa en la vida de Carlos Camacho Espíritu, fundador del parque de conservación Africam Safari. Fue estrenada por MundoFOX el 22 de marzo de 2015 y reestrenada por Imagen Televisión el 7 de agosto de 2017.
Esta protagonizada por Humberto Zurita y José María de Tavira, quienes encarnan al Capitán Camacho, el primero en su etapa adulta y el último en su etapa joven al lado de Ximena Ayala y Sara Corrales y con las participaciones antagónicas de Leonardo Daniel y Vanessa Bauche.

## Reparto
- Humberto Zurita - Carlos Camacho Espíritu (adulto)/ Telesforo Camacho
- José María de Tavira - Carlos Camacho Espíritu (joven) "El chato"
- Vanessa Bauche - Brígida Espíritu
- Leonardo Daniel - Demetrio León
- Ximena Ayala - Susana Camacho Espíritu
- Sara Corrales - Lina Marcela Duran
- Antonio Gaona - Jonás León
- Tessa Ia - Louise
- Gabriela de la Garza - "Machu" (adulto)
- Cristina Rodlo - "Machu"
- Christian Vázquez - Tirso
- Verónica Falcón - María Barbara

- Datos: Q39056500